# Elena Rigas
Elena Møller Rigas (født 29. januar 1996 i Albertslund) er en dansk tidligere inline- og skøjteløber.

## Generelt
Hun startede med at løbe på rulleskøjter i år 2000 i Sydhavnen, Bådhavnsgade og startede efterfølgende i Vesterbro Rulleskøjteklub i 2001. I 2005 blev Vallensbæk Rulleskøjteklub etableret og Elena Rigas skiftede til klubben, der ligger meget tættere på hjemmet i Greve.  Elena Rigas nåede at været med til EM i rulleskøjter tre gange, inden hun skiftede til is. Den største internationale hæder blev opnået i 2015 ved Junior-EM på inlineskøjter i Wörgl, Østrig, hvor Elena Rigas vandt 3 guld-, 1 sølv- og 1 bronzemedaljer. 
Samtidig med sin skøjtekarriere gennemførte Elena Rigas en gymnasieuddannelse på Falkonergårdens Gymnasium og studerer for tiden international politik på Roskilde Universitet. Elena Rigas far er græsk og har derfor en del af familien boende i Grækenland. 
Elena Rigas kvalificerede sig til vinter-OL 2018 i Pyeongchang, Sydkorea i massestart og udvalgt til dansk fanebærer ved legene.
Rigas indstillede skøjteløbetskarrieren 2019 og vil i stedet bruge kræfterne på at færdiggøre sin uddannelse.

## Personlige rekorder
| Distance   | Tid     | Dato               | Sted           |
| ---------- | ------- | ------------------ | -------------- |
| 500 meter  | 41,80   | 30. september 2016 | Inzell         |
| 1000 meter | 1.21,71 | 21. oktober 2016   | Inzell         |
| 1500 meter | 2.02,48 | 9. december 2017   | Salt Lake City |
| 3000 meter | 4.11,69 | 1. december 2017   | Calgary        |